# Обсада на Халикарнас
Обсадата на Халикарнас през 334 г. пр.н.е. довежда до превземането на града от войските на Александър Македонски, въпреки умелата отбрана, организирана от Мемнон от Родос.

## Предистория
След разгрома на персийските войски в битката при Граник Александър се спуска на юг по егейското крайбрежие на Мала Азия. Единствено гарнизонът на град Милет опитва да му окаже съпротива, разчитайки на подкрепата на силната персийска флота, но македонците превземат града с щурм.

## Обсадата
Назначеният от Дарий III за сатрап на Кария Оронтобат и военачалникът на гръцките наемници Мемнон от Родос се укрепяват в Халикарнас. Александър изпраща шпиони в града, които да се срещнат с отстъпници, които били обещали да отворят портите за войските на Александър. Когато шпионите му влизат в града обаче отстъпниците не могат да бъдат намерени.
Александър избира за щурм на крепостта източната стена на Халикарнас, която е най-удобна за използването на обсадни машини. Ровът пред крепостните стени бива запълнен, построяват се и подвижни кули за обстрел на бранителите. На първо време обаче обсадната техника не може да бъде приложена. Персите извършват нощни нападения за подпалване на подготвените съоръжения, кръвопролитните ръкопашни боеве достигат до подстъпите на града. Когато се удава възможност на македонците да разрушат стените, персите с лекота ги отблъскват, ползвайки превъзходство в огневата мощ на метателните машини, разположени по стените, както и в числеността на войниците.
Както и при обсадата на Тива, се отличават войници от полка на Пердика. Двама пияни другари на своя глава се отправят към стените, за да покажат смелост. След тях се втурват и останалите и македонците насмалко не проникват в града на раменете на отстъпващия враг, но сили за спонтанна атака не стигнали. Според Диодор Александър е принуден да иска примирие, за да прибере телата на убитите си.
Тараните на македонците разрушават част от източната стена, но халикарнасците издигат нова. Когато Александър насочва тарани към новата стена, гарнизонът извършва крупно нападение едновременно две порти, отдалечени една от друга. Нападението е оглавено от атинския изгнаник Ефиалт, избягал след неуспешното въстание на Тива през 335 г. Той построява хиляда хоплити в дълбока фаланга, още хиляда войници носят факли. На обсадените се удава да подпалят част от обсадната техника, но македонците не позволяват разпространението на огъня. Фалангата на Ефиалт отблъсква македонските войници, които понасят жертви и от обстрела с копия от катапулт на дървена кула, висока 45 м, изведена на новата стена (Диодор, 17.26). Наблюдавайки успеха на своя командир Мемнон изпраща в боя нови подкрепления. Македонците биват спасени от отчаяното положение от ветераните, които не влизат в боя поради възрастта си. Те се построяват така, че щитовете им да се застъпват, удържат натиска на персийците и убиват Ефиалт. При нападението на гарнизона загиват около 1000 мъже, най-вече при отстъплението и блъсканицата при портите.
На нощно съвещание персийските военачалници решават да изоставят града. Стените в голяма степен биват разрушени, а гарнизонът претърпява мнозина загинали и ранени. Мемнон и Оронтабат се евакуират на съседния остров Кос, а градът е подпален.

## Последици
Александър предава управлението на Ада от Кария, бивша кралица на Халикарнас, която се присъединява към Александър и му предава крепостта Алинда, а тя официално го осиновява. Ада е обичана от народа на Кария и така и правителството, и народът на Кария остават верни на Александър, който продължава похода си на изток срещу империята на Дарий III.
Мемнон съхранява военни сили и силен флот и развива кампания в тила на Александър, завладявайки острови в Егейско море, които да послужат като плацдарм за нападение срещу Гърция, където имало мнозина недоволни от македонската хегемония. Скоро обаче най-опасният враг на Александър умира от болест.